# نيكولاوس هرمان
نيكولاوس هرمان هو قاضي وسياسي سويسري، ولد في 21 أكتوبر 1818 في Sachseln ‏ في سويسرا، وتوفي بنفس المكان في 4 أغسطس 1888. انتخب رئيس مجلس الولايات السويسري ‏ وانتخب عضو المجلس الوطني السويسري ‏ وانتخب عضو مجلس الولايات السويسري ‏.